# 高島市議会
高島市議会（たかしましぎかい）は、滋賀県高島市の議会。

## 概要
- 定数：18人
- 任期：2021年2月13日 - 2025年2月12日
- 選挙区：市全体を1選挙区とする大選挙区制（単記非移譲式）
- 議長：廣本昌久（無所属）
- 副議長：早川康生（みどりの未来）

## 会派
| 会派名               | 議席数 | 議員名（◎は代表）                 |
| -------------------- | ------ | --------------------------------- |
| 至誠会               | 3      | ◎廣部真造、河越安実治、中川あゆこ |
| 日本共産党高島市議団 | 2      | ◎森脇徹、福井節子                 |
| 真志会               | 2      | ◎磯部亜希、澤本長俊               |
| チーム高島           | 2      | ◎藤田昭、山下巧                   |
| みどりの未来         | 2      | ◎是永宙、早川康生                 |
| 夢ネットたかしま     | 1      | ◎早川浩德                         |
| 高島公明会           | 1      | ◎藍原章                           |
| 無所属               | 3      | 板持文子、廣本昌久、髙木広和      |
| 計                   | 16     |                                   |

（2024年11月29日現在）

## 沿革
2017年
- 1月29日 - 高島市議会議員選挙ならびに高島市長選挙が執行される。市長選挙には元市議の熊谷ももが立候補し辞職。

2021年
- 1月31日 - 高島市議会議員選挙ならびに高島市長選挙が執行。
- 7月21日 - 万木豊は大津市内で仕事関係の会食を開いた。参加者は万木を含め計4人。会食後、飲酒をしていない万木が参加者を車で順番に送った。高島市内に住む最後の女性を送る途中、万木は同市今津町内のコンビニで停車し、「何を飲む」と尋ねた。女性は「アイスカフェオレを」と答えるが、万木が買ってきたのは缶チューハイだった。手渡された缶チューハイを数口飲むとそのまま意識がプツリと途切れ、女性は移動先の車内で性的暴行を受けた[2][3]。
- 7月29日 - 女性は高島警察署に被害届を提出。証言によれば、記憶はぶつぶつと途切れながらも、性行為をされた場面を断片的に覚えているという[3]。女性はその後、うつ状態に陥り、心的外傷後ストレス障害（PTSD）と診断された[4][5]。
- 9月28日 - 廣本昌久議長宛てに匿名の市民の手紙が到着。手紙により、磯部亜希と万木豊が、新型コロナウイルスの緊急事態宣言中の8月下旬と9月上旬、2回にわたり市内の飲食店で飲酒を伴う会食を行っていたことが明らかとなった[6]。
- 9月30日 - 磯部が代表を務めていた自民党系会派「高島創生会」は会派解散届を提出、所属していた3市議は無所属になった[6]。
- 10月5日 - 上記の問題を追及する政治倫理審査会が設置された[6]。
- 11月24日 - 市議会議員全員協議会は、磯部と万木につき、議員政治倫理条例違反と認定し、議会内での役職就任停止などの措置を決定した[7]。

2022年
- 3月30日 - 高島警察署は中川あゆこ市議からの被害届を受けて、万木豊市議を準強制性交容疑で書類送検した[2][3]。高島署は書類送検の際、4段階で「厳重処分」に次ぐ上から2番目の「相当処分」の意見を付けた[8]。
- 4月15日 - 市議会は上記事件に関する全員協議会を開催。出席した万木は「潔白は証明できると思っている」と容疑を否定した[2]。
- 5月13日 - 市議会は全員協議会を開催。中川は上記事件の被害者が自分であることを公表したうえで、適切な対応を求めると発言した。中川は全員協議会終了後、記者団の取材に対し、「性被害に遭った女性の手記を泣きながら読み、私一人じゃないとの思いをもった[9]」と被害の公表に至った理由について説明した。また、全員協議会において、当日の会食に磯部亜希議員も参加していたことが判明した。
- 5月20日 - 市議会は臨時会を開き、万木豊に対する辞職勧告決議案を全会一致で可決した[10]。
- 5月24日 - 万木が自身のTwitterを更新。「昨日、高血圧症、過敏性腸症候群、急性ストレス障害、このように診断されました。健康で打たれ強いと思っていたのに…めっちゃショックです」と述べ、しばらく活動を控えることを明らかにした[11]。
- 5月30日 - 市議会は定例会で、万木に対する2度目の辞職勧告決議案を全会一致で可決した。万木は体調不良を理由に欠席した[12]。
- 6月23日 - この日までに、大津地方検察庁は万木の準強制性交等容疑を嫌疑不十分で不起訴とした[13]。被害を訴えている中川は「納得できない」として検察審査会に審査を申し立てる意向を示した[14]。
- 7月19日 - 万木が政務活動費を活用して中央省庁を視察した報告書に虚偽記載の疑いのあることが判明した。議会事務局などによれば、万木は、豪雪地帯に対する財政措置の調査のために同年3月29〜30日に4省庁を視察し、担当者から説明を受けたという内容の「行政視察結果報告書」を議長宛てに提出。政務活動費として調査旅費約4万5千円を受領した。議長は、情報公開請求した市民から「誰と会ったか分からない」といった内容の指摘を受け、万木に報告書の再提出を要求。万木からは面会先として国交省と文部科学省、環境省、農林水産省の職員6人の名前と連絡先の回答があった。議会事務局が省庁職員に確認したところ、出張中だった職員以外の5人は万木市議と「会っていない」と答えた[15]。
- 7月20日 - 万木は廣本昌久議長に「全部うそです。誠に申し訳ありません」と虚偽報告書だと認め、政務活動費を返還する意思を示したことを20日に開かれた市議会全員協議会で廣本昌久議長が明らかにしたが、議会は受け取らず、有印公文書偽造・同行使と詐欺にあたる可能性があるとした[16]。
- 7月22日 - 万木がこの年の5月以降、医師の診断書を4回提出し、定例会や協議会を欠席していること、加療期間中にゴルフに通っていたこと、議長から問い詰められた際「医師から好きにしていいと言われている」などと言い訳していることなどが、読売新聞の報道により明らかとなった[17]。
- 7月26日 - 市議会全員協議会にて万木を高島警察署に刑事告訴することを全会一致で決めた。罪名や時期など詳細については廣本昌久議長一任で、「書類が整い次第、手続きをする」という[18]。
- 8月31日 - 市議会は定例会で、万木豊に対する3度目の辞職勧告決議案を全会一致で可決した[19]。万木の準強制性交容疑については大津地検が6月に嫌疑不十分で不起訴としたが、決議では「市や議会に対する市民の信頼を失墜させた」と指摘し、万木が説明責任を果たそうとしないと非難している[19]。
- 9月30日 - 万木豊は会見を開き、政務活動費を使った視察で虚偽の報告をしていたことについて「仕事をしたといういい格好をしたかった。非常に申し訳なかった。」と謝罪した[20]。同僚の中川に性的暴行をした疑いで書類送検され、その後不起訴処分になったことについては「性的暴行の事実は一切無い。だから不起訴になったのだと思っている。」と述べて否定した[20]。また万木は「性的な行為はあったが、レイプではない。中川市議の意思に反してでは決してない」と述べた[21]。市議会で3回の辞職勧告決議が可決されてるが、自身の進退については「誠に重く受け止めているが、市民の方々からたくさん応援の言葉を頂いているので今後も議員活動を続けて信頼回復に努めたい。」として辞職しない考えを示した[20]。中川も会見を開き「万木議員の説明は事実のすり替えなどがあり、ほとんど虚偽だと思った。平気でうそをつく人なのだなと思い、あきれると同時に本当に悔しいです。万木議員が辞職しないで居座り続けるのは市議会の恥だ」と話した[20]。
- 10月18日 - 高島市議会は、万木豊を虚偽有印公文書作成と行使の疑いで警察に刑事告発した[22]。廣本昌久議長は「万木議員の行為は議会の信用を失墜させるもので大変遺憾です。市議会として政務活動費の取り扱いを見直し、再発防止に努めています」とコメントした[22]。
- 10月28日　万木は産経新聞の記事に名誉棄損があるとして、準強制性交容疑の取材に応じた中川を相手取り民事裁判で165万円の損害賠償請求訴訟を起こした。
- 11月29日 - 市議会は定例会で、万木に対する4度目の辞職勧告決議案を全会一致で可決した。「中央省庁を視察した旨の虚偽報告書により政務活動費を不正に受け取ったことは、返金されているものの明らかな犯罪行為」と非難した[23]。
- 12月21日 - 万木の準強制性交等容疑を不起訴とした大津地検の処分を不当として中川は大津検察審査会に起訴相当を求める不服申立てをした[21]。

2023年
- 2月17日 - 市議会は臨時会で、万木に対する5度目の辞職勧告決議案を全会一致で可決した[24]。
- 2月21日 - 市議会は定例会で、万木に対する6度目の辞職勧告決議案を全会一致で可決した[25]。
- 5月30日 - 市議会は定例会で、万木に対する7度目の辞職勧告決議案を全会一致で可決した[26]。
- 5月31日 - 万木が代表を務めていた政治団体「万木ゆたか政経フォーラム」が2019年に市内のホテルで開催された。ここでの収支を政治資金収支報告書に一切記載していなかったことが新たに発覚した。会費は一人五千円で参加者は90～100人と見られる。
- 6月1日 - さらに「万木ゆたか政経フォーラム」は15、16年と2年連続で政治資金収支報告書が未提出だったため「みなし解散」の状態だったことが発覚。みなし解散された政治団体は政治活動のための寄付や支出が禁じられている。「万木ゆたかを囲む会」はみなし解散中の2019年に開催されており、また、2019年の政治資金収支報告書は収支ゼロで報告されていた。
- 6月15日　大津検察審査会は万木の準強制性交等容疑について、不起訴処分の裁定を覆すに足りる証拠がないとして不起訴処分は相当と議決した[27]。
- 6月29日　髙木広和議長と是永宙副議長に対する不信任決議が僅差で否決された[28]。
- 7月19日 - 市議会は定例会で、万木に対する8度目の辞職勧告決議案を全会一致で可決した[29]。
- 8月28日 - 政務活動費の不正受給問題で、高島警察署は万木を虚偽有印公文書作成・同行使の疑いで書類送検した[30]。
- 8月30日　- 市議会は定例会で、万木に対する9度目の辞職勧告決議案を全会一致で可決した[30]。
- 11月17日 - 大津地検は虚偽有印公文書作成作成・同行使の罪において万木を起訴猶予処分とした[31]。
- 11月29日 - 市議会は定例会で、万木に対する10度目の辞職勧告決議案を全会一致で可決した[32]。

2024年
- 1月19日　万木が中川に対して起こした名誉毀損の民事裁判で、損害賠償165万円の請求に対し11万円の支払い判決が出た。判決ではレイプドラッグに関する真実相当性を認めることができないなどとした。
- 2月19日 - 市議会は定例会で、万木に対する11度目の辞職勧告決議案を全会一致で可決した[33]。
- 2月21日 - 市議会は定例会で、万木に対する12度目の辞職勧告決議案を全会一致で可決した[34]。
- 3月25日 - 中川は万木が起こした名誉毀損の民事裁判における一審判決を不服として大阪高裁に控訴した。
- 4月～5月 - 澤本長俊、万木、廣部真造、河越安実治、磯部亜希ら7名が2019年に万木の自家用車で視察に行った際、新幹線などの公共交通機関を利用したと虚偽申告し、政務活動費を過大請求していた。澤本らが事実を認め謝罪した[35]。その後の市議会内での調査において、是永宙、髙木広和、早川浩徳にも同様の虚偽申告の事実が発覚し、全員協議会において謝罪がされた[36]。
- 5月10日 - 今城克啓が3月13日に開かれた委員会休憩中に事務局長に対し、暴言や激しい口調で詰問していたとして、市長が議会に対し調査と厳正な対応を求め申し入れをした[37]。
- 6月28日 - 市議会の定数が18→16人の2減で可決された[38]。
- 7月4日 - 万木が起こした中川に対する名誉毀損の民事裁判・損害賠償請求の控訴審が大阪高裁で行われたが、毛髪鑑定結果を認めるに足りる証拠がないとして一審同様の判決を下した。
- 7月6日 - 中川は2審判決を受けて自身のFacebookで「毛髪鑑定の結果は開示されないまま控訴棄却となりました。その必要は無い、とのことで見せてもらえませんでした。また、人道的な理由により上告はしないことといたしました」と上告を断念するコメントをした。
- 7月19日 - 今城克啓が任期満了に伴う高島市長選挙に立候補するとして議員辞職[39]、それに伴い高島湖醒会は解散、同会派に所属していた髙木広和は無所属になった。高島市議会は定数18人だったが現職17人となった。
- 8月8日 - 中川が市長選挙に立候補する意向を表明した[40][41]。
- 9月30日 - 現職の福井正明市長が次期市長選挙に出馬しない意向を表明した[42]。
- 11月27日 - 万木はすい臓がんのため死去[43]。